# Gastón Martirena
Gastón Nicolás Martirena Torres (Montevideo, Uruguay, 5 de enero de 2000) es un futbolista uruguayo. Juega como lateral derecho en Racing Club de la Primera División de Argentina.

## Trayectoria

### Liverpool F. C.
Debutó como profesional el 24 de marzo de 2021, el técnico Marcelo Méndez lo hizo ingresar al minuto 84 por Jean Rosso, utilizó el dorsal número 15 y derrotaron a Torque 4-1 en Belvedere. Al partido siguiente fue titular, en el último partido de la temporada, jugó los 90 minutos contra Boston River pero perdieron 1-0 tras un gol de penal de Rubén Bentancourt.

### Racing Club

#### Temporada 2023
Fue fichado por Racing Club de la Primera División de Argentina para el segundo semestre de 2023, el equipo adquirió el 70% de su ficha a cambio de tres millones de dólares.
Debutó en el club argentino el 3 de agosto, en el partido de ida en octavos de final de la Copa Libertadores 2023, ingresó al comienzo del segundo tiempo para enfrentar a Atlético Nacional pero fueron derrotados 4-2. Posteriormente en el partido revancha ganaron 3-0 y clasificaron a la siguiente instancia de la competición internacional. En cuartos de final empataron ante Boca Juniors tanto en la ida como en la vuelta, fueron a penales y quedaron eliminados.
El 20 de septiembre fue titular contra Newell's Old Boys en el Cilindro. Racing abrió el marcador al minuto 71 pero el uruguayo Guillermo May lo empató al minuto 93, en la última jugada del partido Martirena desbordó por la derecha y vulneró la portería rival, lo que selló el triunfo de la Academia 2-1 al minuto 97.
Culminó su primera temporada en Racing con 13 partidos jugados, un gol y una asistencia.

#### Temporada 2024
Con una gran actuación en el inicio de la temporada 2024, marcó su primer gol en la 2.ª fecha de la Liga Profesional, aprovechando una precisa asistencia de su compañero Gabriel Rojas en la victoria 3-0 de Racing Club sobre Argentinos Juniors, en un partido disputado en el Cilindro. En la jornada siguiente, repitió la dosis, anotando su segundo tanto en la goleada 4-0 de la Academia contra Tigre, en un duelo jugado en Victoria. Más adelante, en la 18.ª fecha del campeonato, volvió a hacerse presente en el marcador, anotando un gol en la victoria por 4-3 de Racing ante Defensa y Justicia, nuevamente en el Cilindro.
En la Copa Sudamericana 2024, dejó su huella con un golazo memorable desde fuera del área en la goleada 4-1 de Racing Club contra Athletico Paranaense, en los cuartos de final disputados en el Cilindro. En las semifinales, continuó brillando con una jugada individual impresionante, deshaciéndose de la defensa del Corinthians y, asistido por Agustín Almendra, anotó otro golazo que permitió empatar 2-2 contra el Timão. Sin embargo, su momento más determinante llegó en la final contra Cruzeiro, el 23 de noviembre. A los pocos minutos, anotó un gol que fue anulado por el VAR, pero no tardó en redimirse, logrando un golazo que parecía un centro, pero que terminó en el fondo de la red, abriendo el marcador en la victoria 3-1 de Racing. En las tribunas académicas del estadio La Nueva Olla —al igual que sucedió con los históricos Rubén Paz, Nelson Chabay o Juan Ramón Carrasco— se escuchó la atronadora ovación de «¡U-ru-guayo!».
Sus actuaciones le valieron la idolatría de la hinchada, la cual ingeniosamente reversionó la canción Macarena del grupo español Los del Rio para corear «Dale alegría a tu cuerpo, Martirena...». Además. fue incluido en el equipo ideal de la Copa Sudamericana.

## Estadísticas
Actualizado al último partido disputado el 19 de agosto de 2025.
| Club                      | Div.          | Temporada     | Liga  | Liga  | Liga   | Copas nacionales | Copas nacionales | Copas nacionales | Copas internacionales | Copas internacionales | Copas internacionales | Total | Total | Total  |
| Club                      | Div.          | Temporada     | Part. | Goles | Asist. | Part.            | Goles            | Asist.           | Part.                 | Goles                 | Asist.                | Part. | Goles | Asist. |
| ------------------------- | ------------- | ------------- | ----- | ----- | ------ | ---------------- | ---------------- | ---------------- | --------------------- | --------------------- | --------------------- | ----- | ----- | ------ |
| Liverpool F. C. · Uruguay | 1.ª           | 2020          | 2     | 0     | 0      | -                | -                | -                | 0                     | 0                     | 0                     | 2     | 0     | 0      |
| Liverpool F. C. · Uruguay | 1.ª           | 2021          | 24    | 3     | 1      | -                | -                | -                | -                     | -                     | -                     | 24    | 3     | 1      |
| Liverpool F. C. · Uruguay | 1.ª           | 2022          | 33    | 1     | 3      | 3                | 0                | 1                | 2                     | 0                     | 0                     | 38    | 1     | 4      |
| Liverpool F. C. · Uruguay | 1.ª           | 2023          | 20    | 4     | 2      | 1                | 0                | 0                | 6                     | 0                     | 0                     | 27    | 4     | 2      |
| Liverpool F. C. · Uruguay | Total club    | Total club    | 79    | 8     | 6      | 4                | 0                | 1                | 8                     | 0                     | 0                     | 91    | 8     | 7      |
| Racing Club Argentina     | 1.ª           | 2023          | -     | -     | -      | 10               | 1                | 1                | 3                     | 0                     | 0                     | 13    | 1     | 1      |
| Racing Club Argentina     | 1.ª           | 2024          | 23    | 3     | 5      | 5                | 0                | 2                | 10                    | 3                     | 0                     | 38    | 6     | 7      |
| Racing Club Argentina     | 1.ª           | 2025          | 18    | 2     | 4      | -                | -                | -                | 10                    | 0                     | 2                     | 28    | 2     | 6      |
| Racing Club Argentina     | Total club    | Total club    | 41    | 5     | 9      | 15               | 1                | 3                | 23                    | 3                     | 2                     | 79    | 9     | 14     |
| Total carrera             | Total carrera | Total carrera | 120   | 13    | 15     | 19               | 1                | 4                | 31                    | 3                     | 2                     | 170   | 17    | 21     |
| 1. 2.                     |               |               |       |       |        |                  |                  |                  |                       |                       |                       |       |       |        |

## Palmarés

### Títulos nacionales
| Título             | Club            | País    | Año  |
| ------------------ | --------------- | ------- | ---- |
| Torneo Clausura    | Liverpool F. C. | Uruguay | 2021 |
| Torneo Apertura    | Liverpool F. C. | Uruguay | 2022 |
| Supercopa Uruguaya | Liverpool F. C. | Uruguay | 2023 |

### Títulos internacionales
| Título              | Club        | Sede           | Año  |
| ------------------- | ----------- | -------------- | ---- |
| Copa Sudamericana   | Racing Club | Asunción       | 2024 |
| Recopa Sudamericana | Racing Club | Río de Janeiro | 2025 |

### Distinciones individuales
| Distinción                                          | Año  |
| --------------------------------------------------- | ---- |
| Premios AUF - Equipo ideal del mes (septiembre)     | 2021 |
| Premios AUF - Equipo ideal del mes (febrero)        | 2022 |
| Premios AUF - Equipo ideal del mes (junio)          | 2022 |
| Premios AUF - Equipo ideal del año (nominado)       | 2022 |
| Premios AUF - Equipo ideal del mes (marzo)          | 2023 |
| Premios AUF - Equipo ideal del mes (mayo-junio)     | 2023 |
| Integrante del Equipo Ideal de la Copa Sudamericana | 2024 |
| Miembro del Equipo Ideal de América                 | 2024 |